# Зелен хостинг
Зелен или еко хостинг е Интернет хостинг, който има ниско влияние върху околната среда.
Статистиките за употреба на Интернет в света показват, че интернет удвоява големината си в САЩ. В действителност тоталната електрическа сметка, за тези, които оперират сървъри и свързаната към тях инфраструктурни съоръжения, са 2,7 млрд. долара в САЩ и 7,2 млрд. долара за целия свят. Според изчисления енергията, консумирана с уебхостинг, ще продължи да се увеличава с всяка година, докато през 2020 индустрията ще бъде по-замърсяваща отколкото самолетната индустрия. С такова изискване към ресурсите се появява и еко-хостинг услугите, включително и зелен маркетинг към услугата.